# 会心ノ一撃
会心ノ一撃（かいしんのいちげき）は、日本の女性アイドルグループである。

## 概要
2017年5月7日に結成。前身は2016年12月23日にデビューした『the name "Twice"』（ねむたいっす）。
MVリンクはこちら。
3piecemusicfactory所属。ヘドバンなし、デスボなしのライブを行っている。
グループ名の由来はアイリちゃん
「わたしが、強そうな名前がいいって言ったら、こうなった おきにいり」
振付はもえしゃんどん先生(@chan_moet)
最新曲(twilight、Ting-A-Ling、シガテラ)の振り付けはRIE先生(@RIES14663470)
9/27発表新衣装は天神さん(@tobe_ten_ten)
2019年9月22日第一期終了。
スコールとしての活動を経て、2020年2月8日から第二期開始。同年12月5日から新体制となる。
2022年4月1日よりフリーとなる。

## メンバー
現メンバー(2025年4月22日～)
| 名前       | よみ           | 生年月日 | コール     | 二つ名                        | 特技(出展)                             |
| ---------- | -------------- | -------- | ---------- | ----------------------------- | -------------------------------------- |
| 待雪アイリ | まつゆきあいり | 2月27日  | あいり     |                               | 漫画・作詞、剣道、アナウンス、教員免許 |
| 轟姫める   | とどろきめる   | 3月4日   | めるちゃん | アイドルサイボーグ 寂しがり屋 | バルーンアート                         |
| みっく     | みっく         | 3月14日  | みっく     |                               | 人を見た眼で判断する                   |
| 夢衣エマ   | ゆめいえま     | 11月16日 | えまちゃん | いっぱい食べる                | ピアノ、空手                           |

| 名前       | よみ           | 生年月日 | ニックネーム          | 備考                                           |
| ---------- | -------------- | -------- | --------------------- | ---------------------------------------------- |
| 緋乃愛     | あかのいと     | 5月9日   | いとちゃん ぴーちゃん | The Name Twice初期メン、2016年12月23日お披露目 |
| 宮城みやも | みやぎみやも   | 3月24日  | やもねぇ              | The Name Twice初期メン、2016年12月23日お披露目 |
| 待雪アイリ | まつゆきあいり | 非公開   | あいり                | The Name Twice初期メン、2016年12月29日お披露目 |
| 操神莉乃   | あやがみりの   | 4月5日   | りのぢゃあ            | 2017年10月28日、ワンマン時加入                 |

| 名前       | よみ           | 生年月日 | ニックネーム | 備考                                   |
| ---------- | -------------- | -------- | ------------ | -------------------------------------- |
| 待雪アイリ | まつゆきあいり | 非公開   | あいり       |                                        |
| 操神莉乃   | あやがみりの   | 4月5日   | りのぢゃあ   | 2020年1月11日脱退                      |
| 轟姫める   | とどろきめる   | 3月4日   | めるちゃん   | 2020年10月14日、初期メンバーとして加入 |
| 緋乃愛     | あかのいと     | 5月9日   | いとちゃん   | 2020年1月20日～臨時メンバーとして参加  |

| 名前       | よみ           | 生年月日 | ニックネーム | 備考             |
| ---------- | -------------- | -------- | ------------ | ---------------- |
| 緋乃愛     | あかのいと     | 5月9日   | いとちゃん   | 二期初期メンバー |
| 待雪アイリ | まつゆきあいり | 2月27日  | あいり       | 二期初期メンバー |
| 轟姫める   | とどろきめる   | 3月4日   | めるちゃん   | 二期初期メンバー |
| 織羽       | おるは         | 8月1日   | はるお       | 二期初期メンバー |

第二期02(2020年12月5日～2022年1月8日)
| 名前        | よみ           | 生年月日 | ニックネーム | 備考             |
| ----------- | -------------- | -------- | ------------ | ---------------- |
| 待雪アイリ  | まつゆきあいり | 2月27日  | あいり       | 二期初期メンバー |
| 轟姫める    | とどろきめる   | 3月4日   | めるちゃん   | 二期初期メンバー |
| みっく      | みっく         | 3月14日  | みっく       | 二期新メンバー   |
| 流々 小町子 | るるこまちこ   | 1月2日   | こまちこ     | 二期新メンバー   |

第二期03(2023年2月12日～)
| 名前       | よみ           | 生年月日 | ニックネーム | 備考                 |
| ---------- | -------------- | -------- | ------------ | -------------------- |
| 待雪アイリ | まつゆきあいり | 2月27日  | あいり       | 二期初期メンバー     |
| 轟姫める   | とどろきめる   | 3月4日   | めるちゃん   | 二期初期メンバー     |
| みっく     | みっく         | 3月14日  | みっく       | 二期新メンバー       |
| 瀬戸菜乃花 | せとなのか     | 2月16日  | せとちゃん   | 二期途中加入メンバー |

1/8～2/12までの期間はアイリめるみっくの3人体制で活動
第二期04(2023年4月22日～)
| 名前       | よみ           | 生年月日 | ニックネーム | 備考             |
| ---------- | -------------- | -------- | ------------ | ---------------- |
| 待雪アイリ | まつゆきあいり | 2月27日  | あいり       | 二期初期メンバー |
| 轟姫める   | とどろきめる   | 3月4日   | めるちゃん   | 二期初期メンバー |
| みっく     | みっく         | 3月14日  | みっく       | 二期新メンバー   |

第二期05(2023年9月27日～)
| 名前       | よみ           | 生年月日 | コール     | 特技(出展)                             |
| ---------- | -------------- | -------- | ---------- | -------------------------------------- |
| 待雪アイリ | まつゆきあいり | 2月27日  | あいり     | 漫画・作詞、剣道、アナウンス、教員免許 |
| 轟姫める   | とどろきめる   | 3月4日   | めるちゃん | バルーンアート                         |
| みっく     | みっく         | 3月14日  | みっく     | 人を見た眼で判断する                   |
| 夢衣エマ   | ゆめいえま     | 11月16日 | えまちゃん | ピアノ、空手                           |
| 夏川こもも | なつかわこもも | 4月19日  | こもも     | 社交ダンス                             |

第二期06(2025年4月22日～)
| 名前       | よみ           | 生年月日 | コール     | 特技(出展)                             |
| ---------- | -------------- | -------- | ---------- | -------------------------------------- |
| 待雪アイリ | まつゆきあいり | 2月27日  | あいり     | 漫画・作詞、剣道、アナウンス、教員免許 |
| 轟姫める   | とどろきめる   | 3月4日   | めるちゃん | バルーンアート                         |
| みっく     | みっく         | 3月14日  | みっく     | 人を見た眼で判断する                   |
| 夢衣エマ   | ゆめいえま     | 11月16日 | えまちゃん | ピアノ、空手                           |

### 旧メンバー
- 黒羽ユリ（2017年2月14日加入、2016年3月25日脱退）
- 宮城みやも（初期メンバー、2019年9月22日卒業）
- 操神莉乃（2017年10月28日加入、2020年1月11日脱退）
- 緋乃愛（初期メンバー、2020年3月10日離脱）
- 織羽（2020年2月8日加入、2021年2月26日脱退）
- 流々 小町子（2020年12月5日加入、2023年1月8日脱退）
- 瀬戸 菜乃花（2022年8月21日お披露目、2023年4月22日活動終了）
- 夏川こもも(2023年9月27日お披露目、2025年4月21日活動終了）

## 楽曲一覧
| 曲名                   | 初出       | 新体制お披露目 2023/9/27以降 | リンク          | 収録アルバム                                                          | 備考                 |
| ---------------------- | ---------- | ---------------------------- | --------------- | --------------------------------------------------------------------- | -------------------- |
| っ!!                   | 2016/12/23 | 2023/09/27                   | 公式PV          | diary                                                                 |                      |
| グッバイ               | 2016/12/23 | 2024/01/07                   | 動画            | diary                                                                 |                      |
| しきさい               | 2016/12/23 |                              |                 |                                                                       | .                    |
| サーチライト           | 2016/12/23 | 2023/09/27                   | サブスク        | diary                                                                 |                      |
| jelly fish             | 2017/02/24 | 2023/09/27                   | サブスク 公式PV | diary                                                                 |                      |
| killer tune            | 2017/04/12 | 2023/10/09                   | 動画            | diary                                                                 |                      |
| ペルスネージュ         | 2017/05/07 | 2024/07/21                   | 動画            | diary                                                                 |                      |
| 朱                     | 2017/10/19 | 2024/02/05                   | 動画            | diary                                                                 |                      |
| bleach                 | 2017/10/28 | 2024/06/09                   | 動画            | diary                                                                 |                      |
| stargazer              | 2018/02/01 | 2023/11/15                   | 動画            | diary                                                                 |                      |
| blank                  | 2018/03/18 |                              | 動画            | diary                                                                 |                      |
| 残響                   | 2018/04/07 |                              | 動画            | diary                                                                 |                      |
| water song             | 2018/05/08 | 2024/01/24                   | 動画            | diary                                                                 |                      |
| なみのね               | 2018/05/08 | 2024/07/09                   | 動画            | diary                                                                 |                      |
| 薄明                   | 2018/10/06 | 2024/06/08                   | 動画            | diary                                                                 |                      |
| Brightly,Brightly      | 2018/11/26 | 2024/02/05                   | 動画            | diary                                                                 |                      |
| Heal;o                 | 2018/12/30 | 2023/12/18                   | 動画            | diary                                                                 |                      |
| 歪                     | 2019/05/22 |                              | サブスク 公式PV | シガテラ                                                              |                      |
| スコープ               | 2019/05/22 |                              | サブスク        | シガテラ                                                              |                      |
| melt                   | 2020/01/24 | 2024/01/29                   | サブスク 動画   | シガテラ                                                              |                      |
| パステル               | 2020/07/15 | －                           | サブスク 公式PV | シガテラ                                                              |                      |
| Ting-A-Ling            | 2020/12/05 | －                           | サブスク        | シガテラ                                                              |                      |
| シガテラ               | 2020/12/05 | －                           | サブスク 公式PV | シガテラ                                                              |                      |
| twilight               | 2020/12/05 | 2025/08/04                   | サブスク        | シガテラ                                                              |                      |
| Horse Deer             | 2021/02/28 | －                           | 動画            | この漫画はフィクションです。 実在の人物や団体などとは関係ありません。 |                      |
| parfait                | 2021/03/14 | －                           | 動画            | parfait                                                               |                      |
| ホログラム             | 2021/03/14 | －                           |                 | ホログラム                                                            |                      |
| アウェイ               | 2021/05/23 | －                           | 動画,みっく     |                                                                       |                      |
| the proof              | 2021/07/17 | －                           | 動画            |                                                                       |                      |
| 会心第一高校校歌       | 2021/10/02 | －                           |                 |                                                                       |                      |
| 大殺界(仮)             | 2022/01/06 |                              | 動画            | 大殺界(仮)                                                            |                      |
| first star             | 2022/01/06 |                              | 動画            |                                                                       |                      |
| 群青                   | 2022/04/10 | 2023/09/27                   | 動画            | 群青 #星屑と雨音のシンフォニー                                        |                      |
| Fly high               | 2022/08/21 | 2023/09/27                   | 動画            | Fly high #星屑と雨音のシンフォニー                                    |                      |
| スナイパー             | 2022/08/21 | 2023/10/16                   | 動画            | スナイパー #星屑と雨音のシンフォニー                                  |                      |
| E.A.T                  | 2023/02/12 | 2023/11/15                   | サブスク 公式PV | E.A.T #星屑と雨音のシンフォニー                                       |                      |
| メトロノーム           | 2023/06/17 | 2023/09/27                   | サブスク 公式PV | メトロノーム                                                          |                      |
| Gemini                 | →          | 2023/09/27                   | サブスク 公式PV | Gemini #星屑と雨音のシンフォニー                                      |                      |
| ぐるぐる苦悩無用Flow   | →          | 2023/11/04                   | 動画            | ぐるぐる苦悩無用Flow #星屑と雨音のシンフォニー                        |                      |
| Taurus                 | →          | 2024/01/05                   | 動画 公式PV     | #星屑と雨音のシンフォニー                                             |                      |
| エゴサーチ             | →          | 2024/03/20                   | 動画            | #星屑と雨音のシンフォニー                                             | （みっく ソロ）      |
| 超すごいveryスペシャル | →          | 2024/03/20                   | 動画            | #星屑と雨音のシンフォニー                                             | （待雪 アイリ ソロ） |
| sugar coat             | →          | 2024/03/20                   | 動画            | #星屑と雨音のシンフォニー                                             | （夏川こもも ソロ）  |

## 略歴

### 2016年
- 12月23日、The Name Twice（ねむたいっす）神田MIFAでデビュー。当初は緋乃愛、宮城みやもの2名。待雪アイリの参加も決まっていたが、まだレッスンが行われておらず「先にデビューしちゃうね」との一言で12月23日に二人でデビュー。
- 12月29日、二回目のライブから待雪アイリも加わり3名に。(リンク)

### 2017年
- 2月24日、新宿REDNOSEにおける初主催ライブにて新メンバー黒羽ユリが紹介される。ライブ開始前に発表された新曲「Jelly Fish」のMVから4人組になっていたが、ライブ中は全くなんの説明もなく名前すらわからない状況での出演であった(ちっちゃい声で自己紹介してたらしい)。アンコールにおいて緋乃愛から「きのこちゃん」と発表される（実は黒羽ユリ）。
- 3月25日、諸事情で黒羽ユリ脱退。
- 4月12日、「killer Tune」発表。
- 5月7日、クループ名を「会心ノ一撃」に変更。「ペルスネージュ」発表。
- 6月3日、静止画・動画可能に変更。
- 7月1日、待雪アイリ衣装忘れのため、コスプレ(オオカゼ寫眞館)。[1]
- 7月9日、緋乃愛衣装忘れのため、彼シャツ[2](池袋BlackHole)。
- 7月19日、ライブ急遽キャンセルのため、急遽オフ会実施（カラオケミニライブ）緋乃愛、待雪アイリが参加。
- 8月5日、UTIFにてミニアルバム『illumination』発売。
- 10月19日、新曲「朱」発表。
- 10月28日、新宿MARZにて1stワンマンライブ「ぱねぇワンマン」開催。この日より操神莉乃が参加。ミニアルバム『Colorless』発売。「breach」発表。

### 2018年
- 2月1日、新宿LOFT（Rocket Fes vol.25 ～ないしょのバレンタイン対策会議～）にて新曲「Stargazer」発表。
- 5月7日、東京・渋谷WWWにて1st ANNIVERSARYワンマンライブ「ライブのタイトルを考えるのって難しいから嫌なんですけど、大切な一周年だから頑張って色々考えてみたんです。…でも、やっぱり難しかったです。」開催[3]。 新曲発表
- 6月30日 TIF アザレコ決勝ライブで3位獲得、TIF出場権獲得
- 8月3日 TIF出場
- 10月6日 新曲発表
- 11月26日 「Brightly,Brightly」 発表

### 2019年
- 5月22日 東京・渋谷WWWにて2nd ANNIVERSARY 1 MAN LIVE 「会心ノ一撃は5/7が２周年の記念日なのですが、やっぱりゴールデンウィーク明けで何かとアレなので、ちょっと日を空けて5/22に2ndANNIVERSARY ONE MAN LIVE パーリナイですよ！パーリナイ！！」開催[4] 「歪」初披露
- 6月30日 ワンマンライブ感謝祭(渋谷七面鳥) 珍しいトークイベント。ここで操神莉乃、宮城みやもの脱退が発表
- 8月25日 緋乃 愛 活動休止
- 9月17日 1st full ALBUM『diary』リリースパーティー、緋乃 愛 復帰
- 9月22日 第一期終了ライブ「白雨」(宮城みやも・緋乃 愛脱退、 待雪アイリ・操神莉乃はスコールへ)
- 10月14日 スコール 活動開始、轟姫める加入 (待雪アイリ、操神莉乃、轟姫める)

### 2020年
- 1月11日 操神莉乃 脱退 (待雪アイリ、轟姫めるの2人体制に)
- 1月20日 緋乃 愛 臨時メンバーとして参加 (待雪アイリ、轟姫める、緋乃 愛 の3人体制)
- 2月8日 新宿MARZ で スコール 1st one man Live「火星に降る雨」開催。スコール活動終了、会心ノ一撃二期 活動開始 織羽 加入 (待雪アイリ、轟姫める、緋乃 愛 織羽 の4人体制)
- 3月10日 緋乃 愛、離脱
- 5月17日 『めっちゃ大変っす、、、マジ、めっちゃ大変っす。でも、ワンマンやります！めっちゃ大変だから、ワンマンやります！！』 が予定されていたが、緊急事態宣言のため中止
- 7月15日 「パステル」披露
- 12月5日 会心ノ一撃ワンマンライブ『彩色』 新メンバ みっく、流々 小町子 加入(新曲twilight、Ting-A-Ling、シガテラ)発表

### 2021年
- 2月26日 織羽 脱退
- 初地上波 音流 出演 （2月エンディングテーマにシガテラ採用）
- 2月27日 待雪アイリ生誕 & シガテライマサラ！（リリイベ）ワンマン
- 7月7日 家庭の事情で流々小町子 活休

### 2022年
- 1月6日 流々小町子 生誕＆復帰祭
- 4月1日 フリーに
- 8月21日 会心ノ一撃ワンマンライブ『白夜』、新曲発表(スナイパー、fly high)、新メンバー 瀬戸菜乃花 お披露目
- 8月28日 アットジャムEXPO2022の企画「じゃんけんの乱」にて、流々小町子の活躍によりオレンジステージに出場を果す。

### 2023年
- 1月8日　流々小町子　生誕・卒業イベント
- 2月12日　新体制、全メンバー合同生誕イベント、新曲(E.A.T) 新衣装、新ロゴお披露目、ポイントカード開始
- 4月5日　瀬戸 菜乃花　研修生に
- 4月22日　瀬戸 菜乃花　活動終了
- 5月1日　会心ノ一撃ワンマンライブ『Re:白夜』、新曲発表(メトロノーム)
- 9月27日　4th one-man Live『I'm Hangry!!』　、新メンバー(夢衣エマ、夏川こもも)、新衣装、新曲(gemini)発表

### 2024年
- 1月5日　無料単独イベント『新春!!会心!!SHOW!!』新曲(Taurus)発表
- 2月5日　5th one-man Live『prism』at 赤羽 ReNY alpha
- 6月9日　『#星屑と雨音のシンフォニー』release記念one-man Live

### 2025年
- 4月21日　単独イベント で夏川こもも卒業

## 作品
- シングルCD 「Jelly Fish」（2017年2月24日）
- シングルCD 「ペルスネージュ」（2017年5月7日）
- ミニアルバム『illumination』（2017年8月5日）
- ミニアルバム『colorless』（2017年10月28日）
- ミニアルバム『Re:verb』（2018年5月7日）
- アコースティック音源『素vol1』（2018年10月28日）
- ミニアルバム『balloon』（2018年12月30日）
- アコースティック音源『素vol2』（2018年12月30日）
- シングル的なCD『スコープ/歪』(2019年5月22日)
- 1st full ALBUM『diary』(2019年9月17日)
- 2nd ALBUM『シガテラ』(2021年1月20日) 【タワレコオンライン】

https://tower.jp/item/5148524
- シングルCD『サーチライトとjelly fish 2022ver.』（2022年3月20日）
- シングルCD『water songとstargazer 2022ver』（2022年8月21日）
- シングルCD『群青』（2022年8月21日）
- シングルCD『ハピバソング』『アンブレラ』マンガ『あるアイドルの事情　2巻』（2023年5月1日）
- 3rd ALBAM 『#星屑と雨音のシンフォニー』

## ソロCD-R
- 待雪アイリ 「この漫画はフィクションです。実在の人物や団体などとは関係ありません。」（2021年2月27日）
- 轟姫める 「ホログラム」（2021年3月14日）
- みっく 「parfait」（2021年3月14日）
- 流々小町子「大殺界（仮）」（2022年1月6日）

## コラボCD-R
・I to U $CREAMing‼︎　「KAISHIN NO SCREAMing COLLABORATION CD」（2021年10月27日）
・NaNoMoRaL 「サーチライトとサーチライト」(2018年12月1日)

## その他音源
- 予約特典 2017年03月18日 ライブ動画(しきさい?)
- 特典CD 2017年05月07日 チョースゲーワンマン入場特典無修正CD(Jelly Fish,KillerTune,Goodbye)
- 特典CD 2017年08月12日 予約特典(Mix Introduction HBDりんちゃんバージョン)
- 特典CD 2017年09月09日 予約特典(メロンパン)
- 特典CD 2018年01月06日 2会場予約特典(illuminationカラオケver)
- 特典CD 2018年01月08日 2会場予約特典(colorlessカラオケver)
- 特典CD 2018年02月04日 予約特典(パイナポーフー)
- 特典CD 2018年02月11日 来場特典出演者コンピCD(JELLY FISHピアノver)
- 特典CD 2018年02月26日 STARGAZER一発どりver
- 特典CD 2018年03月19日 blank カラオケCD
- 特典CD 2019年05月31日「歪」の凄くレアな状態の音源になんとなくそれっぽい映像付けたやつ（歌:アイリ）

## いとちゃん語（真偽不明）
- ためる:食べる
- ためもの:食べ物
- ためた:たべた
- きーたーよー:起きたよー
- カニカニウメ:かりかりうめ
- ぽけもる:どうぶつの森ポケットで遊ぶ
- カラス:colorless(ミニアルバムの名前)